# Timiussa
Timiussa ist ein antiker lykischer Hafenort in Zentrallykien in der heutigen Türkei in unmittelbarer Nähe zur antiken Siedlung Tyberissos. Diese Kombination aus Hafen und Binnenort steht im Mittelpunkt eines Münchner Forschungsprojektes.